# クリストファー・カトンゴ
クリストファー・カトンゴ（Christopher Katongo, 1982年8月31日 - ）は、ザンビア・ムフリラ出身のサッカー選手。プレミアサッカーリーグのビドヴェスト・ウィッツFCに所属するザンビア代表の選手である。ポジションはフォワード。

## 経歴

### クラブ
ブトンドゥ・ウェスト・タイガースとカルルシ・モダン・スターズでプレーした後、グリーン・バッファローズFCに移籍。2004年には南アフリカのプレミアサッカーリーグに所属するジョモ・コスモスFCに移籍。2007年にはデンマークのブレンビーIFに、2008年にはドイツ・ブンデスリーガのアルミニア・ビーレフェルトに移籍した。2010年にはギリシャ・スーパーリーグに所属するクサンティをホームタウンとするシュコダ・クサンティFCに移籍。2011年には、中国サッカー・スーパーリーグの河南建業に移籍した。

### 代表
2003年に代表デビューを果たす。2007年9月の南アフリカ代表との親善試合ではハットトリックを達成している。これにより、カトンゴはザンビア軍で伍長から軍曹への昇格を果たしている。
2010 FIFAワールドカップアフリカ予選に出場した。
また、2012年にはアフリカネイションズカップに出場し、ザンビア代表は優勝、個人としても大会最優秀選手に選ばれた。

## 獲得タイトル

### クラブタイトル
- コカ・コーラ・カップ : 1回
  - 2006
- デンマーク・カップ : 1回
  - 2007-08

### 代表タイトル
- アフリカネイションズカップ : 1回
  - 2012

## エピソード
彼の弟であるフェリックス・カトンゴも元サッカー選手である。LBシャトールーやアル・イテハド・トリポリに所属し、アフリカネイションズカップ2012のザンビア代表にも選出されている。
2014年6月7日に開催された、2014 FIFAワールドカップを直前に控えた日本戦に先発し先制ゴールを決めた。